# Австрийский гульден
Австрийский гульден (нем. Österreichischer Gulden) — денежная единица Австрии c 1858 по 1892 год.

## История
24 января 1857 года Австрия подписала с германскими государствами монетную конвенцию (Венская монетная конвенция), на основании которой были унифицированы их валюты. Гульден, чеканившийся ранее по конвенционной стопе 1753 года, стал равняться 1 гульдену 5 крейцерам новой валюты. В основу чеканки монет вместо кёльнской марки был положен таможенный фунт (Zollphund = 500 г), из которого в Австрии чеканилось 45 гульденов, в северогерманских государствах — 30 талеров. Гульден, который делился ранее на 60 крейцеров, стал делиться на 100 новых крейцеров (Neukreuzer). В соответствии с конвенцией в северогерманских государствах стали чеканить союзный талер (Vereinstaler) и двойной союзный талер 900-й пробы, равные соответственно 1,5 и 3 австрийским гульденам. Чеканились также союзные золотые монеты — кроны (Krone) и полукроны, соответственно 50 и 100 штук из фунта чистого золота. Австрия сохранила право чеканки талера Марии Терезии и дуката по конвенционной стопе 1753 года. Новая монетная система была названа Австрийской валютой (Österreichische Währung) и с 1 сентября 1858 года признавалась единственной законной во всей империи.
После Австро-прусской войны 1866 года Австрия вышла из Венской монетной конвенции, но продолжала чеканку монет в соответствии с её нормами.
На монетах и банкнотах указывались разные названия валюты. На банкнотах номинал указывался в гульденах (нем. Gulden), на монетах — в флоринах (нем. Florin).
После подписания Австро-венгерского соглашения 1867 года и образования Австро-Венгрии в 1868 году начат выпуск монет с венгерским названием валюты — форинт (венг. Forint). Разменные монеты в крейцерах также чеканились двух типов — с указанием номинала на немецком (kreuzer) и венгерском (krajczár) языках. В 1862 году для Ломбардо-Венецианского королевства, входившего в состав австрийских владений, чеканились разменные монеты с указанием номинала в сольдо (итал. soldo).
С 1880 года одна сторона банкнот содержала текст на немецком языке (с указанием номинала в гульденах), другая сторона — на венгерском языке (с номиналом в форинтах).
В Галиции гульден (флорин) носил неофициальное название рынский (ренский, золотой рынский) (укр. Ринський).
Неудачная для Австрии война 1866 года заставила прибегнуть к увеличению эмиссии бумажных денег. 1867—1873 годы в целом были благоприятны для развития экономики, но затем разразился пятилетний экономический кризис, одним из результатов которого был дефицит бюджета, достигавший порой 1/4 государственного бюджета. Выйти на докризисные рубежи удалось только к 1881 году. В течение почти четверти века после образования Австро-Венгрии сохранялся лаж на бумажные гульдены по отношению к монете, составлявший в среднем 18 %. Золотые и серебряные монеты почти не участвовали в обращении, их предпочитали использовать для накопления. Расчёты практически полностью перешли на бумажные гульдены. К 1889 году удалось стабилизировать бюджет и обеспечить его профицит.
2 августа 1892 года вместо гульдена введена австро-венгерская крона. В ходе денежной реформы был осуществлён переход от серебряного стандарта к золотому стандарту. Ранее выпущенные монеты и банкноты находились в обращении до 1900 года в соотношении: 1 гульден (флорин) = 2 кроны, 1 крейцер = 2 геллера.

## Монеты
| Аверс                                  | Реверс | Номинал      | Диаметр, мм | Вес, г   | Толщина, мм | Гурт     | Металл              | Годы чеканки                                  | Тираж                          |
| -------------------------------------- | ------ | ------------ | ----------- | -------- | ----------- | -------- | ------------------- | --------------------------------------------- | ------------------------------ |
| Крейцеры для земель австрийской короны |        |              |             |          |             |          |                     |                                               |                                |
|                                        |        | ½ крейцера   | 17          | 1,67     | н/д         | гладкий  | Медь                | 1858—1861, 1863—1866, 1877, 1881, 1885, 1891  | Суммарно — не менее 50 млн     |
|                                        |        | 1 крейцер    | 19          | 3,15—3,6 | 1,25—1,5    | гладкий  | Медь                | 1858—1863, 1873, 1878, 1879, 1881, 1885, 1891 | Суммарно — не менее 361 млн    |
|                                        |        | 4 крейцера   | 27          | 13,2     | 2,9         | гладкий  | Медь                | 1860—1862, 1864                               | Суммарно — 47 050 527          |
|                                        |        | 5 крейцеров  | 16          | 1,3333   | н/д         | рубчатый | серебро 375-й пробы | 1858—1860, 1863, 1864                         | Суммарно — не менее 8 223 939  |
|                                        |        | 5 крейцеров  | 16          | 1,3333   | н/д         | рубчатый | серебро 375-й пробы | 1867 А                                        | 69 375                         |
|                                        |        | 10 крейцеров | 18          | 2        | н/д         | рубчатый | серебро 500-й пробы | 1858—1865                                     | Суммарно — не менее 11 636 194 |
|                                        |        | 10 крейцеров | 18          | 2        | н/д         | рубчатый | серебро 500-й пробы | 1867 A                                        | 58 500                         |
|                                        |        | 10 крейцеров | 18          | 1,6667   | 0,86        | гладкий  | серебро 400-й пробы | 1868—1872                                     | Суммарно — 143 441 836         |
|                                        |        | 20 крейцеров | 21          | 2,7      | 1           | гладкий  | серебро 500-й пробы | 1868—1870, 1872                               | Суммарно — 91 060 620          |

### Памятные монеты
Периодически по различным поводам выпускались памятные монеты. Эти монеты выпускались, как правило, небольшими тиражами, иногда не имели обозначения номинала и фактически не использовались в денежном обращении.
| Аверс                       | Реверс | Номинал Событие, которому посвящена монета                                      | Диаметр, мм | Вес, г  | Толщина, мм | Гурт | Металл              | Годы чеканки | Тираж                                        |
| --------------------------- | ------ | ------------------------------------------------------------------------------- | ----------- | ------- | ----------- | ---- | ------------------- | ------------ | -------------------------------------------- |
| Памятные монеты (выборочно) |        |                                                                                 |             |         |             |      |                     |              |                                              |
|                             |        | 2 флорина Венский стрелковый фестиваль                                          |             | 22      |             |      | серебро 900-й пробы | 1873         |                                              |
|                             |        | 1 флорин В память достижения 1000-метровой глубины шахты «Адальберт» (Пршибрам) |             | 12,34   |             |      | серебро 900-й пробы | 1875         | 8000                                         |
|                             |        | 1 форинт Наследственная шахта Иосифа II в Шелмецбанье                           |             | 12,3457 |             |      | серебро 900-й пробы | 1878         | 400, а также 3 шт. из золота и 3 шт. из меди |
|                             |        | 2 флорина Серебряная свадьба Франца-Иосифа I и Елизаветы Баварской              |             | 24,69   |             |      | серебро 900-й пробы | 1879         | 275 000                                      |
|                             |        | 2 флорина Стрелковый фестиваль                                                  |             | 24,69   |             |      | серебро 900-й пробы | 1880         |                                              |
|                             |        | 2 флорина Собор Святой Варвары в Куттенберге                                    |             | 22,3    |             |      | серебро 900-й пробы | 1887         | анциркулейтед — 400, пруф — нет данных       |

## Комментарии
Комментарии
1. ↑  Выделяют 3 типа монет номиналом ½ крейцера, которые имеют небольшие различия
2. ↑  Выделяют 2 типа монет номиналом в 1 крейцер, которые имеют небольшие различия
3. ↑  до 1881 года
4. ↑  после 1885 года
5. ↑  до 1881 года
6. ↑  после 1885 года
7. ↑  от предыдущего типа монету отличает портрет императора Франца-Иосифа (с бакенбардами)
8. ↑  от предыдущего типа монету отличает портрет императора Франца-Иосифа (с бакенбардами)

Тиражи монет по годам
1. ↑  Тираж ½ крейцера по годам: 1858 B — 11 058 000, 1858 А, 1858 E, 1858 M и 1858 V — н/д; 1859 B — 13 397 000, 1859 A, 1859 E, 1859 M и 1859 V — н/д; 1860 A, 1860 E и 1860 V — н/д; 1861 A — н/д, 1861 B — 3 474 000; 1863 B — н/д; 1864 А и 1864 V — н/д, 1864 В — 7 598 000; 1865 A — н/д, 1865 В — 7 182 000; 1866 А — н/д; 1877 — н/д; 1881 — 4 200 000, 1885 — 2 000 000; 1891 — 2 000 000.
2. ↑  Тираж 1 крейцера по годам: 1858 B — 23 497 000, 1858 А, 1858 E, 1858 M и 1858 V — н/д; 1859 B — 93 406 000, 1859 A, 1859 E, 1859 M и 1859 V — н/д; 1860 B — 87 955 000, 1860 A, 1860 E и 1860 V — н/д; 1861 B — 54 201 000, 1861 A и 1861 Е — н/д; 1862 B — 11 599 000, 1862 Е — н/д; 1863 Е — н/д; 1873 А — н/д; 1878 — н/д; 1879 — н/д, 1881 — 37 900 000; 1885 — 29 000 000, 1891 — 23 800 000.
3. ↑  Тираж 4 крейцеров по годам и монетным дворам: 1860 A, 1860 B и 1860 Е — 1 558 875; 1861 А — 17 548 750, 1861 В — 18 852 734, 1861 Е — 1 817 118; 1862 В — 383 000; 1864 В — 6 890 050.
4. ↑  Тираж 5 крейцеров по годам и монетным дворам: 1858 А и 1859 А — 2 405 583, 1858 В — 851. 1858 V — н/д; 1859 М — 1 319 754, 1859 V — 1 335 900; 1860 A — н/д, 1860 B — 851. 1860 V — 226 000; 1863 A — 1 012 500; 1864 A — 1 922 500.
5. ↑  Тираж 10 крейцеров по годам и монетным дворам: 1858 А — 85 500, 1858 V — 1354; 1859 А — н/д, 1859 M — 933 450, 1859 V — 3 624 860; 1860 V — 2 712 320; 1861 V — 962 310; 1862 V — 400 590; 1863 A — 6 312 500; 1864 A — 1 050 000, 1864 V — 362 800; 1865 V — 1 198 280.
6. ↑  Тираж 10 крейцеров по годам и монетным дворам: 1868 — 11 681 600, 1869 — 29 628 270; 1870 — 34 878 309, 1871 — 1 700 080; 1872 — 65 553 577.
7. ↑  Тираж 20 крейцеров по годам: 1868 — 29 621 005, 1869 — 31 042 105; 1870 — 29 821 875, 1872 — 575 635.